# 摔跤宫

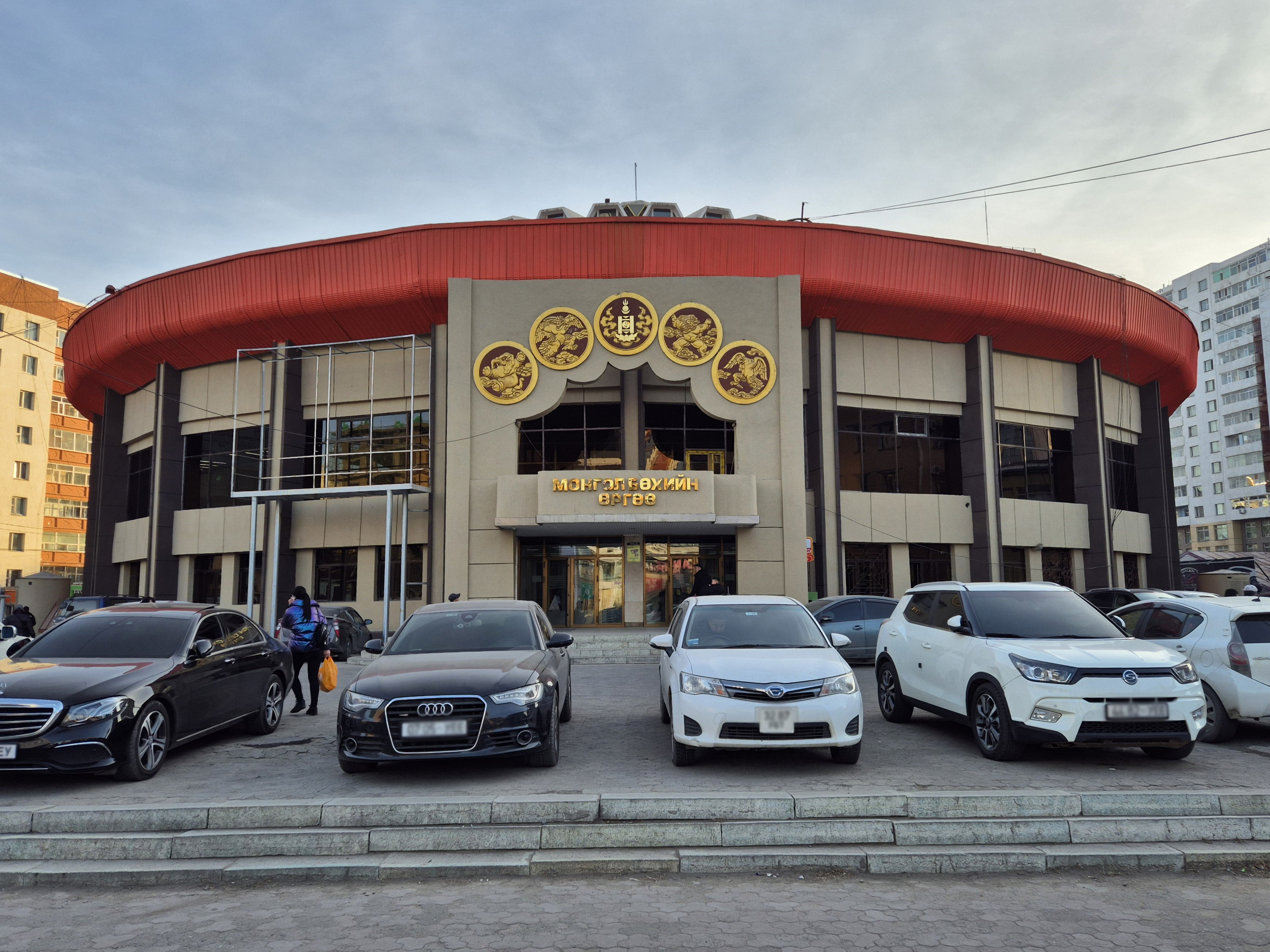
摔跤宫

摔跤宫（羅馬化：Bökhiin Örgöö）位于蒙古国首都乌兰巴托。是进行蒙古式摔跤运动的大型体育馆。
在该馆常年举办蒙古式摔跤比赛，此外在比赛之余还举办音乐会等活动。
2004年10月29日，为庆祝乌兰巴托建城365周年，在摔跤宫举办了摔跤比赛，使乌兰巴托市政厅从9月8日到10月29日举办的此次庆祝活动达到高潮。